# Carlos I, Duque de Saboia
Carlos I (Carignano, 28 de março de 1468 – Pinerolo, 13 de março de 1490), apelidado de "o Guerreiro", foi o Duque de Saboia de 1482 até sua morte. Era filho do duque Amadeu IX e sua esposa Iolanda da França, ascendendo ao ducado após a morte de seu irmão mais velho Felisberto I. Ele se casou em 1485 com Branca de Monferrato, com quem teve dois filhos: Iolanda Luísa e Carlos.